# Crucible (Pennsylvanie)
Pour les articles homonymes, voir Crucible.
Crucible est une census-designated place située dans le comté de Greene, dans le Commonwealth de Pennsylvanie, aux États-Unis. Sa population s’élevait à 725 habitants lors du recensement de 2010.

## Démographie
| Groupe            | Crucible | Pennsylvanie | États-Unis |
| ----------------- | -------- | ------------ | ---------- |
| Blancs            | 97,7     | 81,9         | 72,4       |
| Métis             | 1,7      | 1,9          | 2,9        |
| Autres            | 0,3      | 16,1         | 23,6       |
| Amérindiens       | 0,3      | 0,2          | 0,9        |
| Total             | 100      | 100          | 100        |
|                   |          |              |            |
| Latino-Américains | 1,0      | 5,7          | 16,7       |

Selon l'American Community Survey, pour la période 2011-2015, 100 % de la population âgée de plus de 5 ans déclare parler l'anglais à la maison.